# Régional Compagnie Aérienne Européenne
Régional Compagnie Aérienne Européenne (kurz Régional) war eine französische Regionalfluggesellschaft mit Sitz in Bouguenais und Basis auf dem Flughafen Nantes. Sie war eine Tochtergesellschaft der Air France-KLM und ging 2016 in der Marke Hop! auf.

## Geschichte
Régional entstand im Frühjahr 2001 aus der Fusion der drei französischen Regionalfluggesellschaften Flandre Air, Proteus Airlines und Regional Airlines (Frankreich). Von April 2013 bis 2016 wurde das Angebot der Régional, Brit Air und Airlinair unter der Marke Hop! zusammengeführt.

## Flugziele
Régional bediente Ziele in Frankreich sowie weitere Flugziele vor allem in Westeuropa. In Deutschland wurden unter anderem Bremen, Leipzig, Hannover und Nürnberg angeflogen.

## Flotte
Mit Stand Januar 2013 bestand die Flotte der Régional aus 51 Flugzeugen mit einem Durchschnittsalter von 8,9 Jahren:

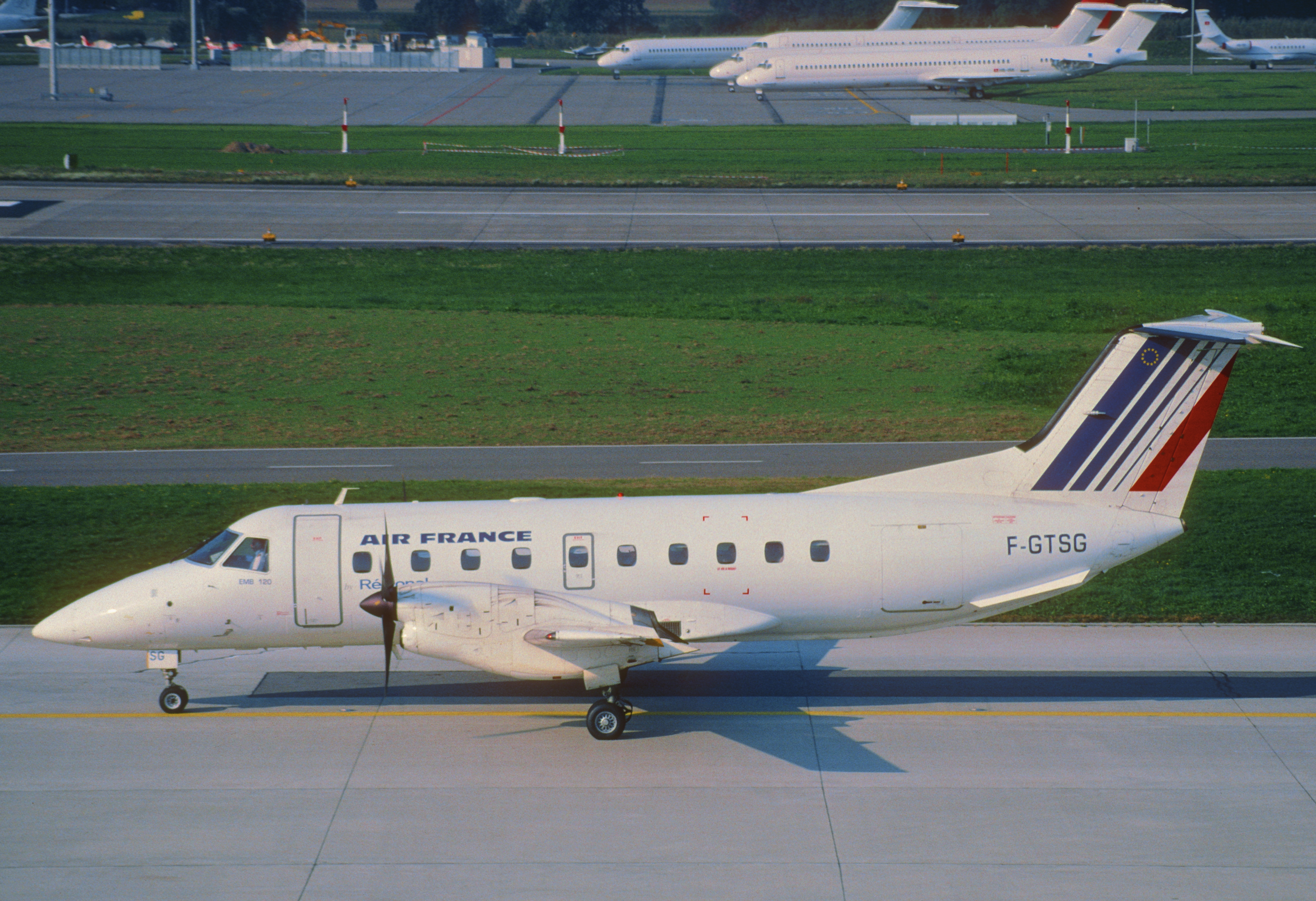
Embraer 120ER Brasilia der Régional

- 02 Embraer ERJ 135
- 23 Embraer ERJ 145
- 16 Embraer 170
- 10 Embraer 190

### Zuvor eingesetzte Flugzeuge
Vorher betrieb Régional auch folgende Flugzeugtypen:
- Beechcraft 1900C-1, 1900D
- Embraer EMB 120 Brasilia
- Fokker 100
- Saab 2000

## Zwischenfälle

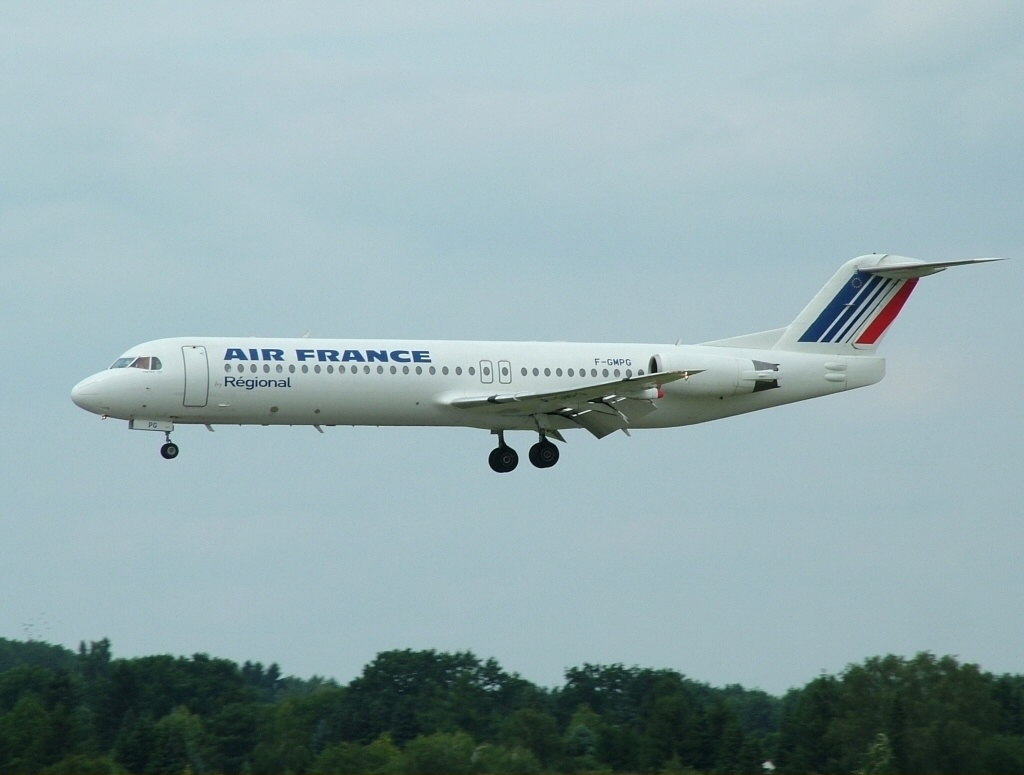
Die am 25. Januar 2007 verunglückte Fokker 100

Während des Betriebs der Régional ereigneten sich drei Zwischenfälle. Bei einem davon kam ein Mensch ums Leben und die Maschine musste abgeschrieben werden:
- Am 25. Januar 2007 sollte eine Fokker 100 der Régional Compagnie Aérienne Européenne (F-GMPG) den Air-France-Flug 7775 vom Flughafen Pau-Pyrenäen zum Flughafen Paris-Charles-de-Gaulle durchführen. Nach dem Abheben neigte sich die Maschine zunächst um 35 Grad nach links, dann um 67 Grad nach rechts und wieder um 59 Grad nach links. Die Maschine fiel durch die Flugmanöver aus einer Flughöhe von 32 Metern wieder auf die Startbahn herab und sprang beim Aufsetzen auf dieser wieder auf. Bei einer Geschwindigkeit von 160 Knoten (300 km/h) entschied der Kapitän, den Start abzubrechen. Die Maschine setzte erneut auf. Der Schub wurde zurückgenommen, die Maschine rollte 300 Meter über die Landebahn hinaus, durchbrach die Flughafenumzäunung und kreuzte eine dahinter liegende Landstraße. Das linke Hauptfahrwerk riss das Führerhaus eines LKW auf, der Fahrer wurde dabei getötet. Die Maschine rutschte anschließend über ein Feld, wobei beide Hauptfahrwerke abgerissen wurden. Unfallursachen waren Raureif auf den Tragflächen und ein zu starkes Rotieren (Anheben der Nase) (siehe auch Air-France-Flug 7775).[9]